# Eleição municipal de Jandira em 2016
A eleição municipal de Jandira em 2016 foi o 12.º pleito eleitoral realizado na história do município. Ocorreu oficialmente em 2 de outubro e foi disputada em turno único, dado que Jandira por não ter 200 000 eleitores registrados e aptos ao voto, não atende ao critério eleitoral definido pelo inciso II do artigo n.º 29 da Constituição Federal para a realização de um 2.º turno caso nenhum dos candidatos a prefeito alcance maioria absoluta dos votos. Neste caso, o(a) vencedor(a) é escolhido por maioria simples.
Segundo dados do Tribunal Superior Eleitoral, 77 502 eleitores compunham o eleitorado jandirense apto a eleger 1 prefeito, 1 vice–prefeito e 13 vereadores para a Câmara Municipal em 2016.

## Candidaturas oficiais
| Candidaturas deferidas pelo TSE para a disputa eleitoral | Candidaturas deferidas pelo TSE para a disputa eleitoral | Candidaturas deferidas pelo TSE para a disputa eleitoral | Candidaturas deferidas pelo TSE para a disputa eleitoral | Candidaturas deferidas pelo TSE para a disputa eleitoral | Candidaturas deferidas pelo TSE para a disputa eleitoral | Candidaturas deferidas pelo TSE para a disputa eleitoral                                 | Candidaturas deferidas pelo TSE para a disputa eleitoral |
| N.º                                                      | N.º                                                      | Candidato(a) a prefeito(a)                               | Candidato(a) a prefeito(a)                               | Candidato(a) a vice-prefeito(a)                          | Candidato(a) a vice-prefeito(a)                          | Coligação                                                                                | Situação                                                 |
| -------------------------------------------------------- | -------------------------------------------------------- | -------------------------------------------------------- | -------------------------------------------------------- | -------------------------------------------------------- | -------------------------------------------------------- | ---------------------------------------------------------------------------------------- | -------------------------------------------------------- |
|                                                          | 12                                                       |                                                          | Julinho (PDT)                                            |                                                          | Professor Juliano (PDT)                                  | Pra frente, Jandira PDT / PROS / PRB / PP / PSB / PV / PRP / PSD / PCdoB                 | Não eleito                                               |
|                                                          | 13                                                       |                                                          | Zezinho (PT)                                             |                                                          | Gilson Santana (PT)                                      | Novo é governar com o povo PT / PSC                                                      | Não eleito                                               |
|                                                          | 14                                                       |                                                          | Paulo Barufi (PTB)                                       |                                                          | Manoel Domingues (PTB)                                   | Jandira quer uma nova História PTB / PSDC / PSL / PTN / PR / PPS / DEM / PMB / PTC / PPL | Eleito                                                   |
|                                                          | 15                                                       |                                                          | Doutor Sato (PMDB)                                       |                                                          | Professora Maria José (PMDB)                             | Todos juntos por uma Jandira melhor PMDB / PSDB / PEN / Solidariedade                    | Não eleito                                               |

## Cenário pré-eleitoral
À época, Jandira atravessava uma série crise política: Gê, prefeito em exercício, enfrentava uma forte rejeição junto ao eleitorado jandirense em razão de que estava sendo investigado por desvio de recursos públicos do Hospital Municipal de Jandira, sendo inclusive julgado em uma comissão processante na Câmara Municipal. Ao deliberarem sobre o impeachment, a maioria dos vereadores decidiu por mantê-lo no cargo, mas o desgaste político acarretado ao longo do processo investigativo tornaram suas chances de reeleição praticamente nulas. Em razão do escândalo, Gê retirou-se da disputa e anunciou apoio ao candidado Julinho, do Partido Democrático Trabalhista.
Doutor Sato, filiado ao Partido do Movimento Democrático Brasileiro, e Paulo Barufi, agora filiado ao Partido Trabalhista Brasileiro, que já haviam concorrido no pleito anterior em 2012, oficializaram novamente suas candidaturas. Em seu programa eleitoral, Barufi criticou duramente a administração vigente, e apareceu como uma opção de mudança: "Hoje temos uma classe política que não tem os olhos voltados para a população e isso fez com que tivéssemos baixos índices de desenvolvimento". Por sua vez, Doutor Sato, que havia terminado a disputa eleitoral 4 anos antes na 2.ª colocação, apostava em ser um rosto já conhecido na política jandirense.
O então vereador Zezinho, foi o escolhido pelo diretório municipal do PT para concorrer à Prefeitura. Ao lançar oficialmente sua candidatura, declarou: "Depois de quase 13 anos como vereador, conhecendo todos os bairros da cidade, e seus respectivos problemas, sinto que agora é o momento de ser essa opção para conter o retrocesso e buscar soluções para cada caso".

## Pesquisas eleitorais
Em pesquisa do Instituto MAS divulgada em 10 de junho de 2016, ainda no período de pré-eleitoral, Paulo Barufi liderava o cenário com 25,3% das intenções de voto, Doutor Sato acompanhava de perto com seus 24,8% e Zezinho vinha um pouco mais atrás com 19,8%. Com a margem de erro em 5%, a pesquisa apontou para um triplo empate técnico.
Em setembro, já com as candidaturas já deferidas pelo Tribunal Superior Eleitoral, o IBOPE divulgou mais uma pesquisa de intenções de voto e o empate técnico se manteve. Na nova pesquisa, Barufi tinha 28,1% das intenções de voto, seguido por Doutor Sato com 26,2%, o mesmo índice de Zezinho, que teve uma elevação considerável de seu índice em relação à pesquisa anterior.
Na última pesquisa eleitoral antes da eleição, realizada pelo Metrópole Pesquisas, é que foi possível vislumbrar a consolidação das tendências eleitorais refletidas pelo eleitorado jandirense nas urnas: Paulo Barufi apareceu à frente com 33,5% das intenções de voto, seguido por Doutor Sato com 28,25% e Zezinho em uma distante 3.ª colocação com 14,25%.
| Data de realização        | Data de divulgação   | Instituto           | Número de registro no TSE | Entrevistados | Margem de erro | Candidatos         | Candidatos         | Candidatos   | Candidatos    | Brancos/Nulos | Não sabe/não respondeu |
| Data de realização        | Data de divulgação   | Instituto           | Número de registro no TSE | Entrevistados | Margem de erro | Paulo Barufi (PTB) | Doutor Sato (PMDB) | Zezinho (PT) | Julinho (PDT) | Brancos/Nulos | Não sabe/não respondeu |
| ------------------------- | -------------------- | ------------------- | ------------------------- | ------------- | -------------- | ------------------ | ------------------ | ------------ | ------------- | ------------- | ---------------------- |
| 4 a 5 de junho de 2016    | 10 de junho de 2016  | Instituto MAS       | SP–06495/2016             | 400           | ± 5%           | 25,3%              | 24,8%              | 19,8%        | 5%            | 10,3%         | 4,3%                   |
| 20 a 22 de agosto de 2016 | 24 de agosto de 2016 | IBOPE               | SP–00485/2016             | 302           | ± 5%           | 28,1%              | 26,2%              | 26,2%        | 5,3%          | 10,6%         | 3,6%                   |
| 29 e 30 de setembro       | 1 de outubro de 2016 | Metrópole Pesquisas | SP–00946/2016             | 400           | ± 5%           | 33,50%             | 28,25%             | 14,25%       | 5,50%         | 11,25%        | 7,25%                  |

## Resultados eleitorais

### Poder Executivo
| Candidatos a prefeito(a)   | Candidatos a prefeito(a) | Candidatos a vice-prefeito(a) | Votação | Votação     |
| Candidatos a prefeito(a)   | Candidatos a prefeito(a) | Candidatos a vice-prefeito(a) | Total   | Porcentagem |
| -------------------------- | ------------------------ | ----------------------------- | ------- | ----------- |
|                            | Paulo Barufi (PTB)       | Manoel Domingues (PTB)        | 25 637  | 48,21%      |
|                            | Doutor Sato (PMDB)       | Professora Maria José (PMDB)  | 18 126  | 34,09%      |
|                            | Zezinho (PT)             | Gilson Santana (PT)           | 6 733   | 12,66%      |
|                            | Julinho (PDT)            | Professor Juliano (PDT)       | 2 678   | 5,04%       |
| Total de votos válidos     | Total de votos válidos   | Total de votos válidos        | 53 174  | 53 174      |
| Votos apurados             |                          |                               |         |             |
| Votos válidos              | Votos válidos            | Votos válidos                 | 53 174  | 84,27%      |
| Votos em branco            | Votos em branco          | Votos em branco               | 4 170   | 6,61%       |
| Votos nulos                | Votos nulos              | Votos nulos                   | 5 754   | 9,12%       |
| Total de votos apurados    | Total de votos apurados  | Total de votos apurados       | 63 098  | 63 098      |
| Participação do eleitorado |                          |                               |         |             |
| Comparecimentos            | Comparecimentos          | Comparecimentos               | 63 098  | 81,41%      |
| Abstenções                 | Abstenções               | Abstenções                    | 14 404  | 18,59%      |
| Total de eleitores aptos   | Total de eleitores aptos | Total de eleitores aptos      | 77 502  | 77 502      |
| Fonte: UOL                 |                          |                               |         |             |

### Poder Legislativo
No sistema proporcional, pelo qual são eleitos os vereadores, o voto dado a um(a) candidato(a) é primeiro considerado para a coligação da qual o partido em que ele(a) é filiado(a) faz parte. O total de votos da coligação é o que define quantas cadeiras o partido terá. Definidas as cadeiras, os candidatos(as) mais votados(as) do partido são chamados a ocupá-las.
Abaixo encontram-se os candidatos a vereador eleitos, reeleitos e os que ficaram como suplentes para a 12.ª legislatura, iniciada em 1 de janeiro de 2017 e concluída em 31 de dezembro de 2020.
| N.º   | Candidato              | Coligação                                | Votos obtidos | Porcentagem | Situação    |
| ----- | ---------------------- | ---------------------------------------- | ------------- | ----------- | ----------- |
| 43222 | Markinhos              | A Vitória vem (PV / PSB)                 | 1 662         | 3,03%       | Eleito(a)   |
| 19333 | Rubinho                | Inova Jandira (PTN / PPS)                | 1 159         | 2,12%       | Eleito(a)   |
| 25122 | Marcelinho             | Jandira será de Todos Nós (DEM / PMB)    | 1 143         | 2,09%       | Reeleito(a) |
| 10345 | Beda Cabeleireiro      | Juntos para Vitória (PRB / PCdoB)        | 1 093         | 1,99%       | Reeleito(a) |
| 43123 | Toninho Amizade        | A Vitória vem (PV / PSB)                 | 1 074         | 1,96%       | Eleito(a)   |
| 22222 | Veínho                 | A Nova História de Jandira (PR / PSL)    | 1 048         | 1,91%       | Eleito(a)   |
| 14333 | Avelino do Tereza      | Construindo a Nova História (PTB / PSDC) | 1 010         | 1,84%       | Reeleito(a) |
| 10010 | Michel Viana           | Juntos para Vitória (PRB / PCdoB)        | 995           | 1,82%       | Eleito(a)   |
| 10123 | Cláudio do Moussão     | Juntos para Vitória (PRB / PCdoB)        | 976           | 1,78%       | Suplente    |
| 19019 | Márcio Oliveira        | Inova Jandira (PTN / PPS)                | 920           | 1,68%       | Suplente    |
| 43243 | Léo da Feira           | A Vitória vem (PV / PSB)                 | 855           | 1,56%       | Suplente    |
| 22000 | Odair do Táxi          | A Nova História de Jandira (PR / PSL)    | 844           | 1,54%       | Suplente    |
| 11500 | Luiz do Gás            | PP / PDT / PROS / PRP / PSD              | 803           | 1,47%       | Suplente    |
| 25111 | Doutora Iza Florestano | Jandira será de Todos Nós (DEM / PMB)    | 799           | 1,46%       | Suplente    |
| 17000 | Wilson Coelho          | A Nova História de Jandira (PR / PSL)    | 788           | 1,44%       | Suplente    |
| 15033 | Gério Cabeleireiro     | PMDB                                     | 731           | 1,33%       | Eleito(a)   |
| 10789 | Bel Roberto            | Juntos para Vitória (PRB / PCdoB)        | 711           | 1,30%       | Suplente    |
| 20111 | Franklin               | Novo é Governar com o Povo (PSC / PT)    | 678           | 1,24%       | Eleito(a)   |
| 13610 | Fábio Beteira          | Novo é Governar com o Povo (PSC / PT)    | 652           | 1,19%       | Suplente    |
| 51000 | Sílvio Cabeleireiro    | PEN / PSDB / Solidariedade               | 649           | 1,18%       | Eleito(a)   |
| 51120 | Agnaldo Guerra         | PEN / PSDB / Solidariedade               | 640           | 1,17%       | Suplente    |
| 40123 | Wesley Teixeira        | A Vitória vem (PV / PSB)                 | 629           | 1,15%       | Suplente    |
| 14111 | Luciano Barbieri       | Construindo a Nova História (PTB / PSDC) | 620           | 1,13%       | Eleito(a)   |
| 14222 | Wanderlei Pato         | Construindo a Nova História (PTB / PSDC) | 569           | 1,04%       | Suplente    |
| 14190 | Pastor Pessanha        | Construindo a Nova História (PTB / PSDC) | 566           | 1,03%       | Suplente    |
| 15435 | Bilisca da Feira       | PMDB                                     | 565           | 1,03%       | Eleito(a)   |

## Repercussão pós-pleito
Em sua primeira entrevista após a confirmação de seu triunfo eleitoral, Paulo Barufi afirmou que a prioridade de seu mandato seria a saúde: "Devemos atacar diretamente no Hospital Municipal, trabalhando para sua melhoria", disse Barufi. Em entrevista ao Diário da Região, ao responder sobre como se daria a composição de seu secretariado, Barufi assegurou que nomeação de seus secretários municpais ocorreria sob bases técnicas e não políticas. Barufi afirmou ainda ter consciência de que Jandira precisava de uma nova direção social e política. “Jandira não aguenta mais aquela política antiga, a gente precisa avançar, e aí tem que ter essa união entre Câmara e prefeitura”, enfatizou o prefeito eleito.
Paulo Barufi e Manoel Domingues, vice–prefeito eleito, foram diplomados em 19 de dezembro de 2016, sendo oficialmente empossados em seus cargos em cerimônia realizada no Teatro Municipal da cidade no dia 1 de janeiro de 2017.